# 3283 Skorina
3283 Skorina este un asteroid din centura principală, descoperit pe 27 august 1979 de Nikolai Cernîh.